# Thieulloy-l’Abbaye
Thieulloy-l’Abbaye település Franciaországban, Somme megyében. Lakosainak száma 382 fő (2022. január 1.). Thieulloy-l’Abbaye Caulières, Croixrault, Éplessier, Fricamps, Hornoy-le-Bourg, Lamaronde, Saint-Aubin-Montenoy és Vraignes-lès-Hornoy községekkel határos.

## Népesség
A település népessége az elmúlt években az alábbi módon változott:
| Lakosok száma | 331  | 355  | 370  | 372  | 385  | 399  | 394  | 388  | 382  |
|               | 2013 | 2015 | 2016 | 2017 | 2018 | 2019 | 2020 | 2021 | 2022 |